# فوهة كيتو

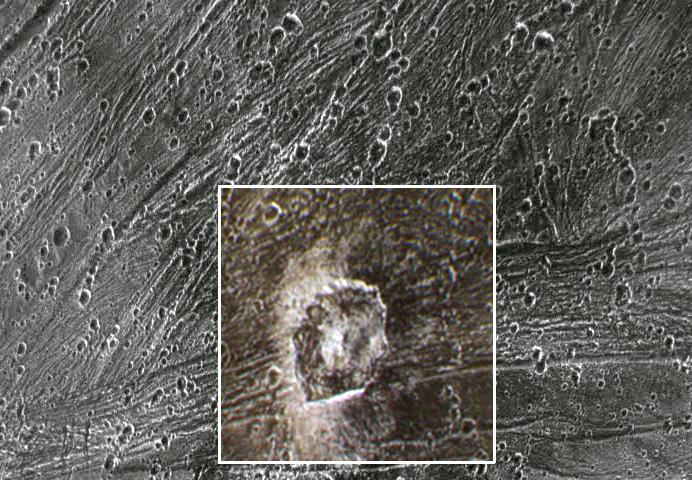

فوهة كيتو (بالإنجليزية: Kittu crater)‏ هي فوهة صدمية على غانيميد، أكبر أقمار المجموعة الشمسية وهو ضمن الأقمار الأربعة لأضخم كوكب المشتري. يبلغ قطرها حوالي 15 كيلومتراً.